# Бунго (округ)
Бунго (индон. Bungo) — округ в составе провинции Джамби. Административный центр — город Муара-Бунго.

## География
Площадь округа — 7160 км². На востоке граничит с округом Тебо, на юге — с округом Мерангин, на юго-западе — с округом Керинчи, на западе — с территорией провинции Западная Суматра.

## Население
Согласно переписи 2010 года, на территории округа проживало 303 135 человек.

## Административное деление
Территория округа Бунго административно подразделяется на 17 районов (kecamatan):
| - Батхин II Бабеко - Батхин II Пелаянг - Батхин III - Батхин III Улу - Бунго-Дани - Джуджухан - Джуджухан-Илир - Лимбур-Лубук-Менкуанг - Пасар-Муара-Бунго | - Римбо-Тенгах - Муко-Муко-Батхин VII - Пелепат - Пелепат-Илир - Рантау-Пандан - Танах-Сепенгал - Танах-Сепенгал-Линтас - Танах-Тумбух |